# Рудник Сергій Сергійович
Сергі́й Сергі́йович Ру́дник (1892, Рига — 1967) — український учений у галузі різання металів. Професор Київського політехнічного інституту.
Праці з теоретичних і експериментальних питань різання металів, геометрії та конструкції різальних інструментів тощо.